# Amaroni
Amaroni – miejscowość i gmina we Włoszech, w regionie Kalabria, w prowincji Catanzaro. Według danych z 31 grudnia 2016 gminę zamieszkiwało 1827 osób.

## Współpraca
Miejscowość partnerska:
- Risch-Rotkreuz, Szwajcaria